# Cauzele războiului polono-sovietic

## Situația generală
După încheierea primului război mondial, harta Europei Centrale  și Răsăritene s-a schimbat în mod radical. Tratatul de la Brest-Litovsk (3 martie 1918), prin care Rusia ceda în favoarea Imperiului German toate posesiunile europene pe care Imperiul Rus le cucerise în ultimele două secole, a fost denunțat de guvernul bolșevic în noiembrie 1918, după armistițiul și capitularea Germaniei în fața aliaților occidentali, la sfârșitul primului război mondial. Germania, până în momentul capitulării, acordase tuturor teritoriilor cucerite de la Impeiriul Rus o independență limitată, creând statele tampon Finlanda, Estonia, Letonia, Lituania, Polonia, Belarus și Ucraina. Cum înfrâgerea Germaniei a anulat planurile de creare a statelor marionetă din Mitteleuropa, noile state au profitat de șansa pe care le-o acorda istoria pentru obținerea independenței depline, în condițiile în care Rusia era confruntată cu războiul civil. Totuși, Rusia vedea aceste teritorii ca provincii rebele, dar era prea slăbită pentru a acționa corespunzător, fiind antrenată în procesul transformării restului  teritoriului pe care îl mai controla în ceea ce avea să devină Uniunea Sovietică, prin intermediul revoluției din 1917 și a războiului civil. 

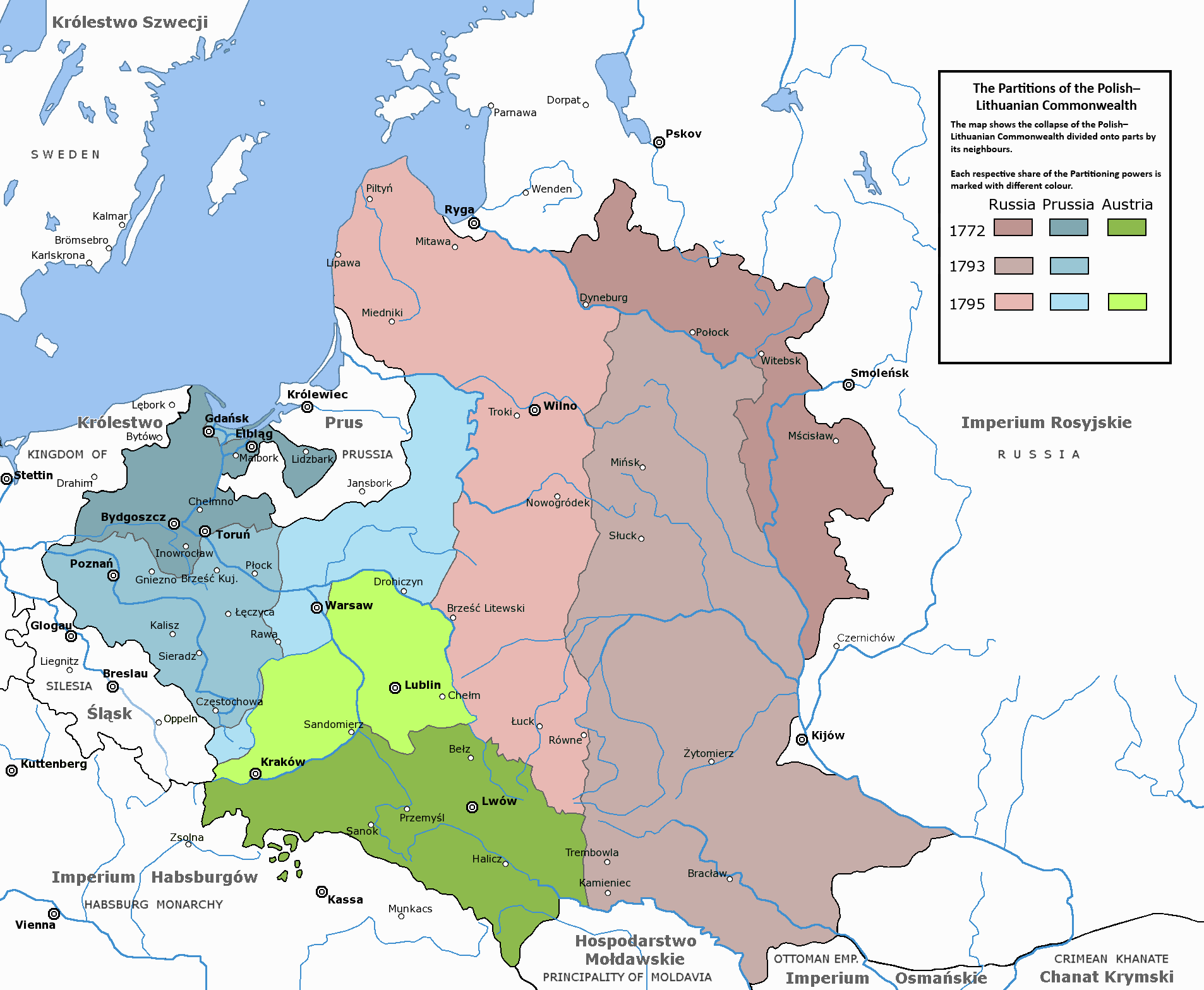
Împărţirea Poloniei din 1795. Suprafațele colorate reprezintă teritoriul Uniunii polono-lituaniene în perioada de maximă putere. Teritoriile colorate cu albastru închis au fost luate de Regatul Prusiei, cele cu verde de Austro-Ungaria, iar cele cu cian de Imperiul Rus.

După succesul insurecției din Wielkopolska din 1918, Polonia și-a restabilit statalitatea pentru prima oară după împărțirea din 1795, punând capăt la 123 de ani de stăpânire a celor trei imperii vecine: Imperiul Rus, Imperiul German și Imperiul Austro-Ungar. Țara renăscută  ca A doua Republică Poloneză a fost obligată să-și croiască noile fontiere prin teritoriile foștilor săi ocupanți. Puterile occidentale, în momentul în care au început să traseze frontierele europene postbelice, după semanrea Tratatului de la Versailles, au făcut acest lucru într-un mod considerat la Varșovia defavolrabil polonezilor. Germania urma să păstreze o bună parte a cuceririlor sale în est. Frontiera apuseană a Poloniei rupea țara de bazinul carbonifer și de regiunea industrială din Silezia, ceea ce a dus la izbucnirea insurecțiilor din Silezia din 1919-1921. Linia Curzon, trasată în răsăritul Poloniei, lăsa milioane de polonezi trăitori la est de Bugul de Vest în teritoriile pe care le stăpânea Rusia. 

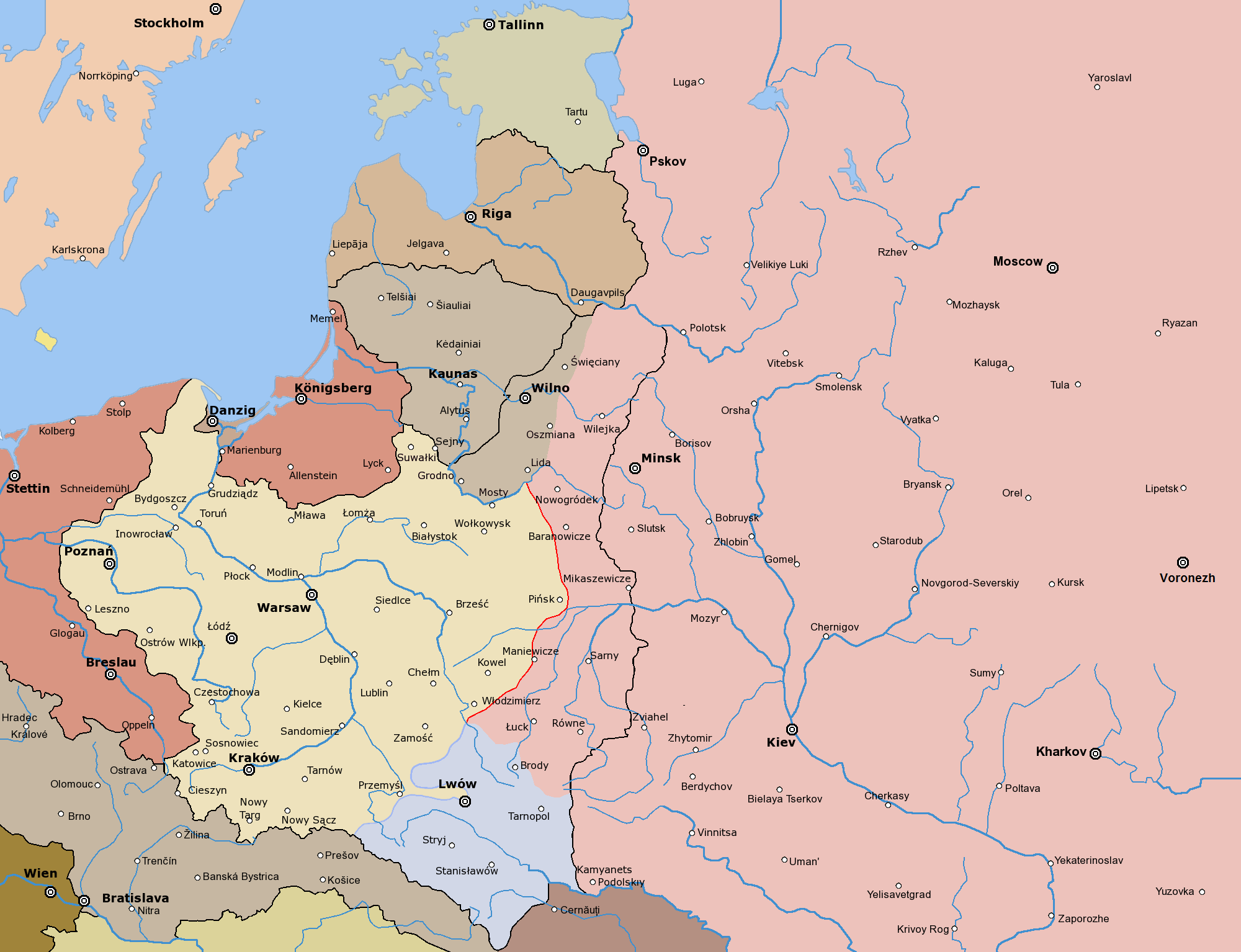
Polonia renăscută, martie 1919

Polonia nu era singura țară care era prinsă în cursa pentru reîntregire teritorială. Practic toate statele din regiune care își cuceriseră independența se luptau pentru frontiere: Regatul României era în conflict cu Ungaria pentru Transilvania, Regatul Iugoslaviei era în conflict cu Italia pentru Rijeka, Polonia era în conflict cu Cehoslovacia pentru Cieszyn/Těšín, cu Germania pentru Poznań și cu Ucraina pentru Galiția Răsăriteană. Ucrainienii, belarușii, estonii, lituanienii și letonii se luptau între ei și împotriva rușilor pentru independență și teritorii.  Influența comunistă, care se manifesta crescând, a dus la revoluții comuniste în München, Berlin, Budapesta și Prešov. Winston Churchill comenta: "Războiul giganților s-a încheiat, războaiele pigmeilor de-abia încep." Toate aceste conflicte, cu excepția războiului polono-sovietic, aveau să fie doar scurte războaie de frontieră. 
Războiul polono-sovietic a izbucnit mai degrabă din întâmplare decât în urma unei planificări anume, nici Rusia Bolșevică, nici A doua Republică Poloneză neavând pe agendă declanșarea unui război de amploare în afara granițelor naționale.  Polonia, care fusese unul dintre cele mai importante teatre de luptă în primul război mondial, era foarte instabilă din punct de vedere politic. După conflictul cu Republica Populară a Ucrainei de Vest din care ieșise victorioasă, a fost angajată în noi conflicte cu Germania (Insurecțiile sileziene) și cu Cehoslovacia. Guvernul polonez era la începutul existenței sale și avea un control redus asupra diferitelor zone de frontieră. Pe teritoriul țării circulau șase monede diferite, fiecare afectată de propria sa rată a inflației. Economia poloneză era în ruine, lipsurile alimentare erau o problemă comună în țară, iar în unele regiuni începuse să se manifeste foametea, rata criminalității era ridicată, iar amenințarea unor lovituri de state organizate de diverse facțiuni extremiste era reală. 
Nici situația din Rusia nu era mai bună. Atenția guvernului bolșevic era îndreptată în principal spre problemele respingerii contrarevoluției Albilor și a intervenției străine. Rusia Bolșevică a supraviețuit cu greu celei de-a doua ierni a blocadei și foametea  devenit un fenomen omniprezent,  în același timp „roșiii” trebuind să facă față luptelor foarte grele cu „albii”. Lenin și guvernul său aveau controlul numai asupra unei zone din Rusia centrală, încercuită din toate părțile de inamici interni sau externi foarte puternici, care interziceau accesul bolșevicilor la lumea exterioară. Chiar dacă bolșevicii ar fi dorit să-și atace vecinii apuseni, nu ar fi avut putința să o facă din motive practice evidente: nu aveau contact direct cu acești vecini, fiind total încercuiți. Deși primele conflicte de frontieră polono-sovietice aveau să apară în februarie 1919, de-abia peste aproape un an ambele părți aveau să-și dea seama că s-au angajat treptat într-un război pe scară largă. 

## Motivele lui Piłsudski

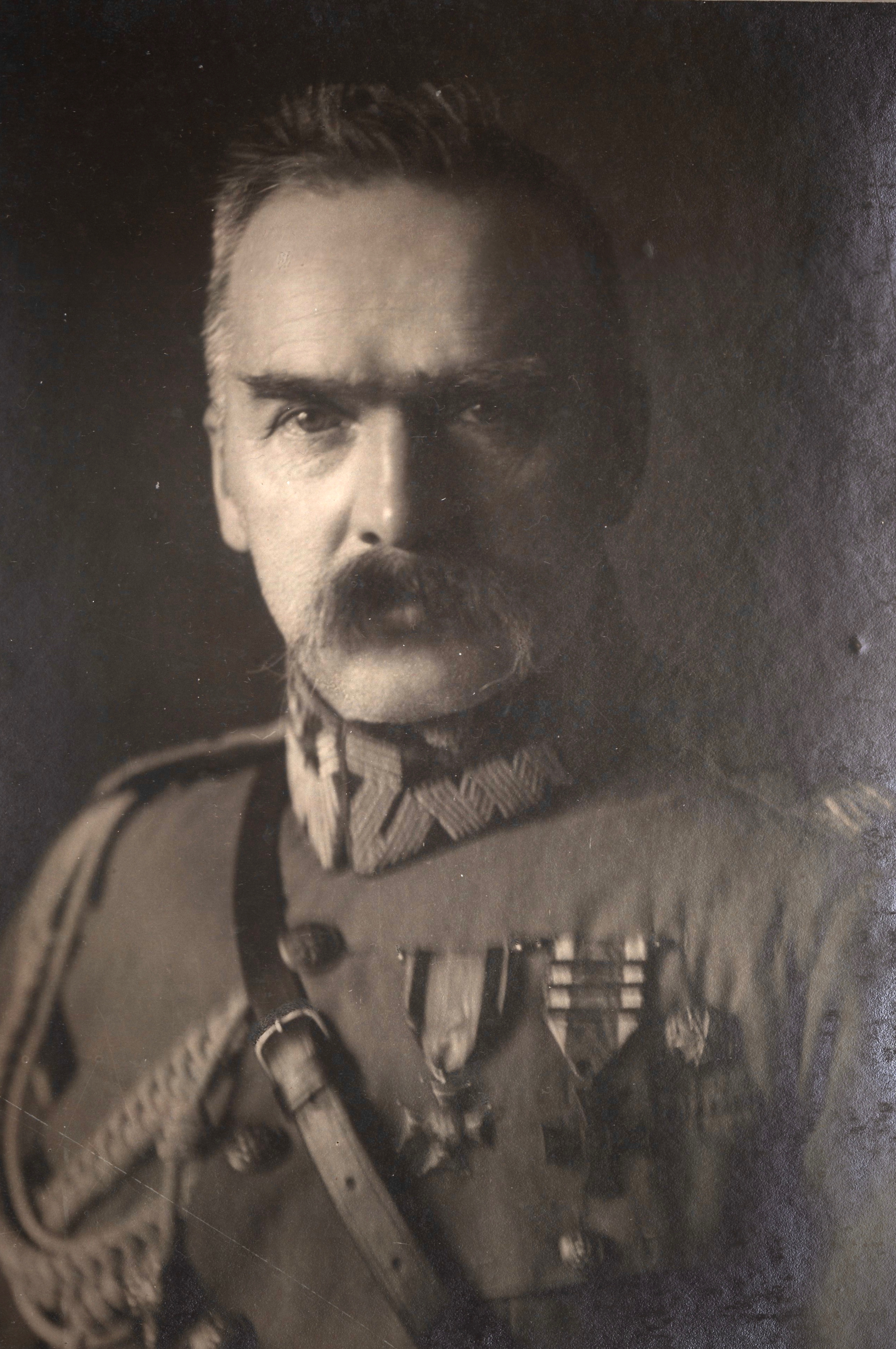
Mareşalul Poloniei (din martie 1920) Józef Piłsudski.

Viața politică poloneză se afla sub puternica influența a omului de stat Józef Piłsudski, care-și propusese ca principal scop al strădaniilor sale crearea unei federații „între mări” (Międzymorze"), care, sub conducerea Poloniei, să cuprindă și Lituania, Ucraina și probabil și alte state din Europa Centrală și Răsăriteană, apărute pe ruinele imperiilor zdrobite la sfârșitul primului război mondial. Noua federație ar fi trebuit, în concepția lui Piłsudski, să aibă aproximativ frontierele defunctei Uniuni statale polono-lituaniene din secolele al XV-lea – al XVIII-lea.  Federația trebuia să fie o forță suficient de puternică, capabilă să respingă orice amenințare imperialistă germană sau rusă. Pentru a îndeplini asemenea obiective, forțele armate poloneze trebuiau să stăpânească ferm teritorii vaste în răsărit. Totuși, planurilor lui Piłsudski li s-au opus alți influenți politicieni de la Varșovia, cel mai cunoscut fiind Roman Dmowski, care erau în favoarea creării uni stat polonez național puternic. 
Mai trebuie spus că Polonia nu a avut niciodată intenția să se alăture intervenției aliate în războiul civil rus, nici nu a dorit să cucerească Rusia, (așa cum făcuse în secolul al XVII-lea, în timpul războiului din 1605-1618). Mai mult chiar, după ce albii au refuzat să recunoască noul stat polonez, forțele poloneze, la ordinul lui Piłsudski, au întârziat sau stopat ofensivele albilor în mai multe ocazii, scăzând presiunea exercitată asupra Rusiei Bolșevice, contribuind astfel la înfrângera Mișcării Albe. 

## Motivele lui Lenin

Liderul sovietic Vladimir Ilici Lenin.

La sfârșitul anului 1919, liderul noului guvern comunist, Vladimir Ilici Lenin, s-a simțit încurajat de victoriile din războiul civil împotriva „albilor” și împotriva intervenției străine, și a început să privească cu mult mai mult optimism viitorul revoluției bolșevice. Bolșevicii acționau fiind ferm convinși că procesele istorice aveau să aducă în curând victoria proletariatului mondial, iar existența tuturor statelor naționale avea să fie încheiată prin instaurarea unei comunități comuniste universale. Lenin era din ce în ce mai convins că revoluția va supraviețui și că în curând se va manifesta victorioasă mai întâi în Europa, și mai apoi în restul lumii. Principalul imbold care avea să ducă declanșarea conflictului cu Polonia era dorința arzătoare a bolșevicilor de a-și lega revoluția din Rusia cu mult-așteptata Revoluție Germană. Lenin considera că Polonia este doar podul pe care prebuie să-l traverseze Armata Roșie pentru a face legătura dintre cele două revoluții și pentru a da în continuare ajutor mișcărilor comuniste din Europa Occidentală. Acest curs al evenimentelor a fost explicit în manifestările ideologice de început ale bolșevicilor. Totuși, doar după primele succese ale Armatei Roșii de la mijlocul anului 1920, această idee a devenit pentru scurtă vreme politica bolșevică dominantă. 
Germania anilor 1918-1920 era frământată de nemulțumiri sociale și haos politic. În primele 18 luni după abdicarea Kaiserului, Germania a trecut printr-o rebeliune comunistă, proclamarea a două republici locale de tip sovietic (precum Republica Sovietică din München), trei lovituri de stat de dreapta, patru greve generale și a fost guvernată de guvernele a cinci cancelari. Autoritatea guvernului central era subminată de mișcările separatiste, de controlul puterilor aliate și de luptele de stradă dintre detașamentele muncitorești înarmate ale Ligii Spartachiste și ale Partidului Comunist pe de-o parte și ale forțelor paramilitare de dreapta Freikorps. Înaintarea spre apus a Armatei Roșii amenința să distrugă sistemul păcii de la Versailles, și prin aceasta să elibereze Germania de limitările umilitoare care îi fuseseră impuse. Mulți germani considerau că o nouă  mișcare revoluționară era un preludiu necesar al luptei pentru scăparea din constrângerile Antantei victorioase. Așa cum de altfel a remarcat și Lenin, "A fost un moment în care toată lumea în Germania, inclusiv cei mai negri reacționari și monarhiști, declarau că bolșevicii vor fi salvarea lor."
În aprilie 1920, Lenin termina scrierea lucrării "Stângismul", boala copilăriei comunismului,  concepută pentru ghidarea revoluției în cele câteva luni de dinaintea stadiilor sale finale. Cum starea de spirit a lui Lenin devenise foarte optimistă, el a devenit ultraîncrezător, uneori de-a dreptul mesianic, și îi era din ce în ce mai greu să reziste tentației de a declanșa un război serios cu Polonia. În conformitate cu convingerile adepților lui Lenin, revoluția în Rusia ar fi fost sortită pieirii dacă nu se sprijinea și nu sprijinea la rândul ei revoluțiile din Lituania, Polonia și, cel mai important, din Germania. Problema care se punea printre bolșevicii de frunte nu era dacă podul polonez trebuie să fie traversat, ci când și cum să se petreacă acest lucru. Lenin a formulat o nouă doctrină a "revoluției dinspre exterior". Ofensiva sovietică din Polonia s-ar fi dovedit o șansă pentru a "cerceta Europa cu baionetele Armatei Roșii". Ar fi fost prima pătrundere a Uniunii Sovietice în inima continentului european, prima tentativă de export prin forță a revoluției bolșevice. Lenin afirma la un moment dat:  "Trebuie să ne îndreptăm întreaga noastră atenție spre întărirea Frontului de Vest. Trebuie anunțată o nouă lozincă: Pregătiți-vă de război împotriva Poloniei!"
Scopul politic al înaintării Armatei Roșii nu era de cucerire directă a Europei. Armata Roșie putea trimite în luptă în 1920  cel mult 36 de divizii, pentru îndeplinirea unei sarcini pe care cele 150 de divizii țariste nu au reușit să o ducă la bun sfârșit în 1914-1917. Scopul politic al atacului sovietic era acela de a aprinde conflictele sociale mocnite și a provoca revoluții. Când a fost declanșată principala ofensivă sovietică în aprilie 1920, comandanților și soldaților sovietici li s-a spus, și este foarte probabil ca ei chiar să fi crezut, că doar dacă cuceresc Varșovia și înfrâng Polonia, "masele oprimate ale proletariatului" se vor ridica la luptă în întreaga lume, iar lupta finală a muncitorimii pentru crearea "paradisului celor care muncesc" avea să se declanșeze. Generalul Mihail Tuhacevski ordona: "Spre vest! Drumul către conflagrația mondială trece peste cadavrul Poloniei Albe. Mărșăluiți spre Vilno, Minsk, Varșovia!".